# Éva Dónusz
Éva Dónusz (Vác, Pest, 29 de setembro de 1967) é uma ex-velocista húngara na modalidade de canoagem.

## Carreira
Foi vencedora da medalha de Ouro em K-4 500 m em Barcelona 1992, junto com as colegas de equipa Rita Kőbán, Erika Mészáros e Kinga Czigány.
Foi vencedora da medalha de Bronze em K-2 500 m em Barcelona 1992.